# Nowiny-Zdroje
Nowiny-Zdroje [nɔˈvinɨ ˈzdrɔjɛ] est un village polonais de la gmina de Knyszyn dans le powiat de Mońki et dans la voïvodie de Podlachie.

## Géographie

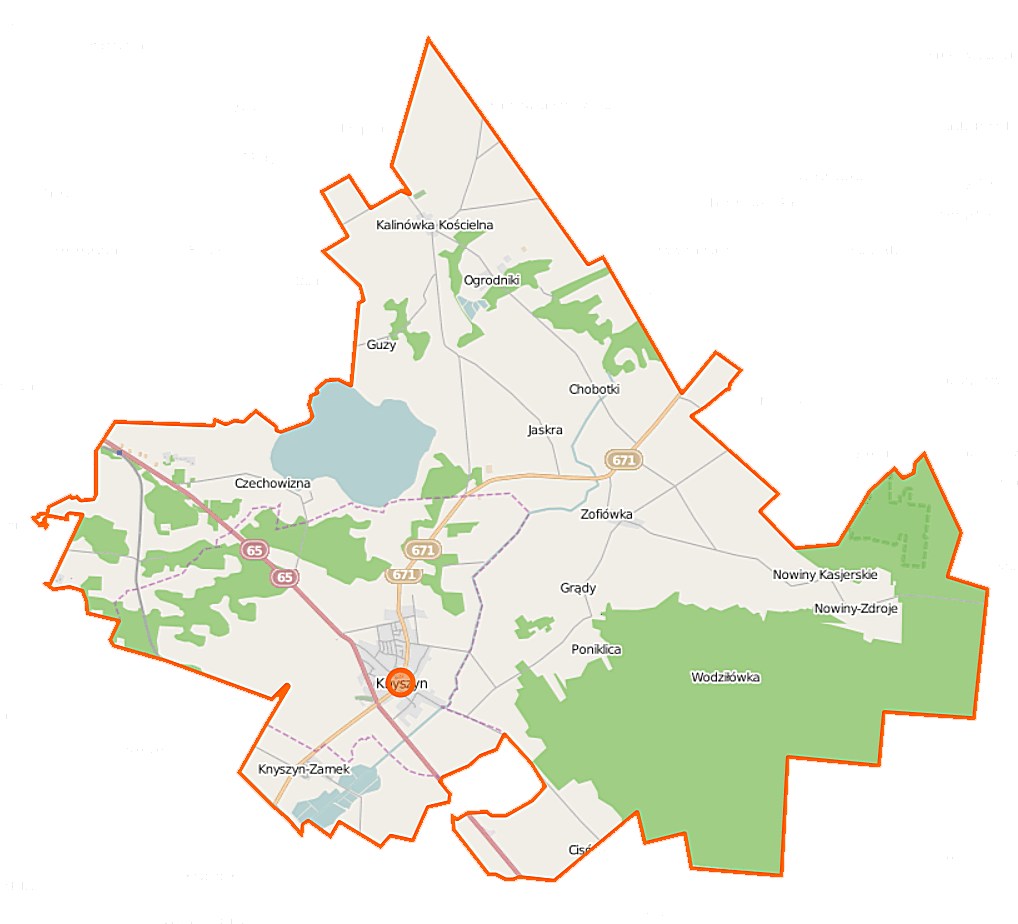
Carte de la gmina de Knyszyn.